# Fußballclub Hansa Rostock 2007-2008
Questa voce raccoglie le informazioni riguardanti il Fußballclub Hansa Rostock nelle competizioni ufficiali della stagione 2007-2008.

## Stagione
Nella stagione 2007-2008 l'Hansa Rostock, allenato da Frank Pagelsdorf, concluse il campionato di Bundesliga al 17º posto e retrocesse in 2. Bundesliga. In Coppa di Germania l'Hansa Rostock fu eliminato agli ottavi di finale dall'Hoffenheim.

## Rosa
| N. |                         | Ruolo | Calciatore           |
| -- | ----------------------- | ----- | -------------------- |
| 21 | Germania (bandiera)     | P     | Jörg Hahnel          |
| 35 | Germania (bandiera)     | P     | Kenneth Kronholm     |
| 1  | Germania (bandiera)     | P     | Stefan Wächter       |
| 22 | Germania (bandiera)     | D     | Sebastian Albert     |
| 31 | Germania (bandiera)     | D     | Kai Bülow            |
| 23 | Brasile (bandiera)      | D     | Diego Morais         |
| 33 | Brasile (bandiera)      | D     | Gledson              |
| 2  | Germania (bandiera)     | D     | Dexter Langen        |
| 5  | Germania (bandiera)     | D     | Benjamin Lense       |
| 16 | RD del Congo (bandiera) | D     | Assani Lukimya       |
| 4  | Brasile (bandiera)      | D     | Orestes Júnior Alves |
| 3  | Stati Uniti (bandiera)  | D     | Heath Pearce         |
| 13 | Germania (bandiera)     | D     | Tim Sebastian        |
| 12 | Germania (bandiera)     | D     | Marc Stein           |

| N. |                         | Ruolo | Calciatore        |
| -- | ----------------------- | ----- | ----------------- |
| 27 | Germania (bandiera)     | C     | Fin Bartels       |
| 22 | Germania (bandiera)     | C     | Stefan Beinlich   |
| 8  | Montenegro (bandiera)   | C     | Đorđije Ćetković  |
| 15 | Germania (bandiera)     | C     | Christian Rahn    |
| 17 | Germania (bandiera)     | C     | Tobias Rathgeb    |
| 7  | Germania (bandiera)     | C     | René Rydlewicz    |
| 25 | Germania (bandiera)     | C     | Simon Tüting      |
| 10 | Turchia (bandiera)      | C     | Zafer Yelen       |
| 28 | Nigeria (bandiera)      | A     | Victor Agali      |
| 20 | Francia (bandiera)      | A     | Régis Dorn        |
| 11 | Germania (bandiera)     | A     | Sebastian Hähnge  |
| 9  | Germania (bandiera)     | A     | Enrico Kern       |
| 26 | RD del Congo (bandiera) | A     | Addy Menga        |
| 18 | Iran (bandiera)         | A     | Amir Shapourzadeh |

## Organigramma societario
Area tecnica
- Allenatore: Frank Pagelsdorf
- Allenatore in seconda: Timo Lange
- Preparatore dei portieri: Perry Bräutigam
- Preparatori atletici:

## Risultati

### Bundesliga

#### Girone di andata
| Arbitro: | Schmidt |

|                         |           |  |
| Toni 14’ Klose 66’, 85’ | Marcatori |  |

| Arbitro: | Kempter |

|             |           |                       |
| Orestes 63’ | Marcatori | 16’ Galásek 25’ Kluge |

| Arbitro: | Merk |

|          |           |  |
| Meier 3’ | Marcatori |  |

| Arbitro: | Perl |

|  |           |              |
|  | Marcatori | 76’ Federico |

| Arbitro: | Brych |

|                                          |           |                    |
| Böhme 31’ Eigler 50’, 55’ Wichniarek 59’ | Marcatori | 47’ Kern 62’ Bülow |

| Arbitro: | Weiner |

|                            |           |  |
| Hähnge 34’ Kern 53’ (rig.) | Marcatori |  |

| Arbitro: | Rafati |

|             |           |                              |
| Pantelić 2’ | Marcatori | 40’ Rahn 54’ Hähnge 74’ Dorn |

| Arbitro: | Kempter |

|                         |           |           |
| Rathgeb 16’ Orestes 18’ | Marcatori | 74’ Gómez |

| Arbitro: | Fandel |

|           |           |  |
| Džeko 89’ | Marcatori |  |

| Arbitro: | Sippel |

|           |           |             |
| Stein 56’ | Marcatori | 33’ Asamoah |

| Rostock 27 ottobre 2007, ore 15:30 CEST 11ª giornata | Hansa Rostock | 0 – 0 referto | Karlsruhe | DKB-Arena (14 000 spett.)\| Arbitro: \| Drees \| |
| Arbitro:                                             | Drees         |               |           |                                                  |

| Arbitro: | Seemann |

|             |           |  |
| Almeida 39’ | Marcatori |  |

| Arbitro: | Merk |

|                    |           |                     |
| Kern 18’, 59’, 74’ | Marcatori | 58’ Silva 89’ Skela |

| Arbitro: | Fleischer |

|                            |           |  |
| van der Vaart 19’ Olić 61’ | Marcatori |  |

| Arbitro: | Gräfe |

|  |           |                                       |
|  | Marcatori | 84’ Fahrenhorst 86’ Hanke 87’ Štajner |

| Arbitro: | Schmidt |

|                                        |           |  |
| Rolfes 4’ Freier 55’ (rig.) Gkekas 72’ | Marcatori |  |

| Arbitro: | Brych |

|                     |           |  |
| Bülow 7’ Hähnge 43’ | Marcatori |  |

#### Girone di ritorno
| Arbitro: | Meyer |

|          |           |                     |
| Kern 52’ | Marcatori | 11’ Ribéry 43’ Toni |

| Arbitro: | Gräfe |

|            |           |          |
| Koller 19’ | Marcatori | 28’ Rahn |

| Arbitro: | Seemann |

|          |           |  |
| Rahn 76’ | Marcatori |  |

| Arbitro: | Fandel |

|               |           |  |
| Klimowicz 67’ | Marcatori |  |

| Arbitro: | Sippel |

|             |           |            |
| Bartels 87’ | Marcatori | 84’ Eigler |

| Arbitro: | Merk |

|          |           |           |
| Grlić 7’ | Marcatori | 20’ Agali |

| Rostock 15 marzo 2008, ore 15:30 CET 24ª giornata | Hansa Rostock | 0 – 0 referto | Hertha Berlino | DKB-Arena (22 500 spett.)\| Arbitro: \| Gagelmann \| |
| Arbitro:                                          | Gagelmann     |               |                |                                                      |

| Arbitro: | Perl |

|                                                  |           |             |
| Pardo 52’ (rig.) Cacau 55’ Gómez 88’ Baştürk 90’ | Marcatori | 56’ Orestes |

| Arbitro: | Brych |

|  |           |               |
|  | Marcatori | 90’ Krzynówek |

| Arbitro: | Kircher |

|              |           |  |
| Altıntop 52’ | Marcatori |  |

| Arbitro: | Fleischer |

|           |           |                  |
| Freis 70’ | Marcatori | 30’, 84’ Bartels |

| Arbitro: | Drees |

|            |           |                        |
| Hähnge 76’ | Marcatori | 57’ Frings 82’ Klasnić |

| Arbitro: | Kinhöfer |

|                       |           |              |
| Rost 82’ Rangelov 90’ | Marcatori | 16’ Ćetković |

| Arbitro: | Stark |

|                      |           |                                 |
| Mathijsen 76’ (aut.) | Marcatori | 18’, 51’ Olić 27’ van der Vaart |

| Arbitro: | Brych |

|                                 |           |  |
| Balitsch 19’ Rosenthal 47’, 87’ | Marcatori |  |

| Arbitro: | Perl |

|           |           |                                     |
| Menga 67’ | Marcatori | 40’ (rig.) Rolfes 58’ (rig.) Castro |

| Arbitro: | Gräfe |

|            |           |                      |
| Mavraj 36’ | Marcatori | 40’ Kern 77’ Bartels |

### Coppa di Germania
| Arbitro: | Drees |

|  |           |                                                                                   |
|  | Marcatori | 18’ Rydlewicz 21’, 44’ Kern 30’ Ćetković 45’ Beinlich 56’ Orestes 62’, 73’ Hähnge |

| Arbitro: | Frank |

|                                                               |           |  |
| Kern 20’, 29’ Beinlich 23’ Rydlewicz 33’ Yelen 62’ Langen 79’ | Marcatori |  |

| Arbitro: | Wagner |

|                                |           |          |
| Nilsson 11’ Orestes 73’ (aut.) | Marcatori | 52’ Kern |

## Statistiche

### Statistiche di squadra
| Competizione      | Punti | In casa | In casa | In casa | In casa | In casa | In casa | In trasferta | In trasferta | In trasferta | In trasferta | In trasferta | In trasferta | Totale | Totale | Totale | Totale | Totale | Totale | DR  |
| Competizione      | Punti | G       | V       | N       | P       | Gf      | Gs      | G            | V            | N            | P            | Gf           | Gs           | G      | V      | N      | P      | Gf     | Gs     | DR  |
| ----------------- | ----- | ------- | ------- | ------- | ------- | ------- | ------- | ------------ | ------------ | ------------ | ------------ | ------------ | ------------ | ------ | ------ | ------ | ------ | ------ | ------ | --- |
| Bundesliga        | 30    | 17      | 5       | 4       | 8       | 17      | 21      | 17           | 3            | 2            | 12           | 13           | 31           | 34     | 8      | 6      | 20     | 30     | 52     | -22 |
| Coppa di Germania | -     | 1       | 1       | 0       | 0       | 6       | 0       | 2            | 1            | 0            | 1            | 9            | 2            | 3      | 2      | 0      | 1      | 15     | 2      | +13 |
| Totale            | -     | 18      | 6       | 4       | 8       | 23      | 21      | 19           | 4            | 2            | 13           | 22           | 33           | 37     | 10     | 6      | 21     | 45     | 54     | -9  |

### Andamento in campionato
| Giornata  | 1  | 2  | 3  | 4  | 5  | 6  | 7  | 8  | 9  | 10 | 11 | 12 | 13 | 14 | 15 | 16 | 17 | 18 | 19 | 20 | 21 | 22 | 23 | 24 | 25 | 26 | 27 | 28 | 29 | 30 | 31 | 32 | 33 | 34 |
| --------- | -- | -- | -- | -- | -- | -- | -- | -- | -- | -- | -- | -- | -- | -- | -- | -- | -- | -- | -- | -- | -- | -- | -- | -- | -- | -- | -- | -- | -- | -- | -- | -- | -- | -- |
| Luogo     | T  | C  | T  | C  | T  | C  | T  | C  | T  | C  | C  | T  | C  | T  | C  | T  | C  | C  | T  | C  | T  | C  | T  | C  | T  | C  | T  | T  | C  | T  | C  | T  | C  | T  |
| Risultato | P  | P  | P  | P  | P  | V  | V  | V  | P  | N  | N  | P  | V  | P  | P  | P  | V  | P  | N  | V  | P  | N  | N  | N  | P  | P  | P  | V  | P  | P  | P  | P  | P  | V  |
| Posizione | 18 | 17 | 18 | 18 | 18 | 17 | 16 | 14 | 15 | 13 | 14 | 15 | 15 | 15 | 15 | 16 | 15 | 15 | 14 | 14 | 14 | 14 | 14 | 14 | 14 | 14 | 16 | 15 | 16 | 17 | 18 | 18 | 18 | 17 |

Legenda:

Luogo: C = Casa; T = Trasferta. Risultato: V = Vittoria; N = Pareggio; P = Sconfitta.

### Statistiche dei giocatori
| Giocatore           | Bundesliga | Bundesliga | Bundesliga  | Bundesliga | Coppa di Germania | Coppa di Germania | Coppa di Germania | Coppa di Germania | Totale   | Totale | Totale      | Totale     |
| Giocatore           | Presenze   | Reti       | Ammonizioni | Espulsioni | Presenze          | Reti              | Ammonizioni       | Espulsioni        | Presenze | Reti   | Ammonizioni | Espulsioni |
| ------------------- | ---------- | ---------- | ----------- | ---------- | ----------------- | ----------------- | ----------------- | ----------------- | -------- | ------ | ----------- | ---------- |
| J. Hahnel           | 6          | 0          | 0           | 0          | -                 | -                 | -                 | -                 | 6        | 0      | 0           | 0          |
| K. Kronholm         | -          | -          | -           | -          | -                 | -                 | -                 | -                 | -        | -      | -           | -          |
| S. Wächter          | 28         | 0          | 0           | 0          | 3                 | 0                 | 0                 | 0                 | 31       | 0      | 0           | 0          |
| S. Albert           | -          | -          | -           | -          | -                 | -                 | -                 | -                 | -        | -      | -           | -          |
| K. Bülow            | 29         | 2          | 2           | 0          | 1                 | 0                 | 0                 | 0                 | 30       | 2      | 2           | 0          |
| D. Morais           | 7          | 0          | 0           | 0          | -                 | -                 | -                 | -                 | 7        | 0      | 0           | 0          |
| Gledson             | 10         | 0          | 0           | 0          | -                 | -                 | -                 | -                 | 10       | 0      | 0           | 0          |
| D. Langen           | 25         | 0          | 4           | 0          | 2                 | 1                 | 0                 | 0                 | 27       | 1      | 4           | 0          |
| B. Lense            | 7          | 0          | 0           | 0          | 1                 | 0                 | 0                 | 0                 | 8        | 0      | 0           | 0          |
| A. Lukimya          | 7          | 0          | 1           | 0          | -                 | -                 | -                 | -                 | 7        | 0      | 1           | 0          |
| Orestes             | 32         | 3          | 7           | 0          | 3                 | 1                 | 0                 | 0                 | 35       | 4      | 7           | 0          |
| H. Pearce           | 19         | 0          | 1           | 0          | 2                 | 0                 | 0                 | 0                 | 21       | 0      | 1           | 0          |
| T. Sebastian        | 31         | 0          | 0           | 0          | 2                 | 0                 | 0                 | 0                 | 33       | 0      | 0           | 0          |
| M. Stein            | 29         | 1          | 6           | 0          | 3                 | 0                 | 1                 | 0                 | 32       | 1      | 7           | 0          |
| F. Bartels          | 19         | 4          | 5           | 0          | 1                 | 0                 | 0                 | 0                 | 20       | 4      | 5           | 0          |
| S. Beinlich         | 9          | 0          | 1           | 0          | 2                 | 2                 | 0                 | 0                 | 11       | 2      | 1           | 0          |
| Đ. Ćetković         | 13         | 1          | 0           | 0          | 2                 | 1                 | 0                 | 0                 | 15       | 2      | 0           | 0          |
| C. Rahn             | 28         | 3          | 7           | 0          | 1                 | 0                 | 0                 | 0                 | 29       | 3      | 7           | 0          |
| T. Rathgeb          | 30         | 1          | 2           | 0          | 2                 | 0                 | 0                 | 0                 | 32       | 1      | 2           | 0          |
| R. Rydlewicz        | 5          | 0          | 0           | 0          | 2                 | 2                 | 0                 | 0                 | 7        | 2      | 0           | 0          |
| S. Tüting           | 1          | 0          | 0           | 0          | -                 | -                 | -                 | -                 | 1        | 0      | 0           | 0          |
| Z. Yelen            | 20         | 0          | 0           | 0          | 3                 | 1                 | 0                 | 0                 | 23       | 1      | 0           | 0          |
| V. Agali            | 23         | 1          | 6           | 0          | 2                 | 0                 | 0                 | 0                 | 25       | 1      | 6           | 0          |
| R. Dorn             | 15         | 1          | 1           | 0          | 2                 | 0                 | 0                 | 0                 | 17       | 1      | 1           | 0          |
| S. Hähnge           | 18         | 4          | 2           | 0          | 2                 | 2                 | 0                 | 0                 | 20       | 6      | 2           | 0          |
| E. Kern             | 32         | 7          | 9           | 0          | 3                 | 5                 | 0                 | 0                 | 35       | 12     | 9           | 0          |
| A. Menga            | 12         | 1          | 0           | 0          | 1                 | 0                 | 0                 | 0                 | 13       | 1      | 0           | 0          |
| A. Shapourzadeh     | 15         | 0          | 7           | 0          | 1                 | 0                 | 0                 | 0                 | 16       | 0      | 7           | 0          |
| M. Walsleben-Schied | 2          | 0          | 0           | 0          | -                 | -                 | -                 | -                 | 2        | 0      | 0           | 0          |